# 徐振林
徐振林（1950年—），山东省即墨县（今青岛市即墨区）人，汉族，中华人民共和国政治人物、第十一届全国人民代表大会黑龙江地区代表。
毕业于中央党校企业管理专业，是中共党员。担任鸡西市人大副主任、党组副书记。2008年起担任全国人大代表。